# Crotelles
Crotelles – miejscowość i gmina we Francji, w Regionie Centralnym, w departamencie Indre i Loara.
Według danych na rok 1990 gminę zamieszkiwało 460 osób, a gęstość zaludnienia wynosiła 29 osób/km² (wśród 1842 gmin Regionu Centralnego Crotelles plasuje się na 709. miejscu pod względem liczby ludności, natomiast pod względem powierzchni na miejscu 844.).